# Glue (film)
Glue è un film del 2006 diretto da Alexis Dos Santos.

## Trama
Nella città di Zapala, in Patagonia, il sedicenne Lucas suona in un gruppo rock insieme all'amico Nacho.
Quando conoscono Andrea, una giovane e bella ragazza, i due amici precipiteranno in un mondo fatto di droga e sesso sfrenato.

## Riconoscimenti
- 2006 - Buenos Aires International Festival of Independent Cinema
  - Miglior film locale
- 2006 - Nantes Three Continents Festival
  - Miglior attore
  - Young Audience Award
  - Candidato al Golden Montgolfiere per il miglior film
- 2006 - International Film Festival Rotterdam
  - MovieZone Award
- 2007 - San Francisco International Lesbian & Gay Film Festival
  - Miglior film
- 2007 - Torino International Gay & Lesbian Film Festival
  - Premio speciale della giuria